# Портрет Валлі
«Портрет Валлі» — картина австрійського художника Еґона Шіле, написана 1912 року. Знаходиться у колекції віденського Музею Леопольда. Написана олійними фарбами.
Картина перебувала на виставці робіт Шіле в Музеї сучасного мистецтва в Нью-Йорку в 1997—1998 роках. Тоді історія походження картини була розкрита в статті, опублікованій в The New York Times. Після публікації статті, спадкоємці Леа Бонді Джарай, якій твір належав до Другої світової війни, зв'язалися з окружним прокурором Нью-Йорка, який видав повістку про заборону повернення картини до Австрії. Спадкоємці Бонді роками вели судовий процес, та стверджували, що картина була вкрадена нацистами і повинна бути повернута їм.
У липні 2010 року музей Леопольда погодився виплатити спадкоємцям Бонді 19 мільйонів доларів за угодою, яка розглядатиме всі невирішені претензії щодо картини.

## Стосунки Валлі Нойціль з Еґоном Шіле

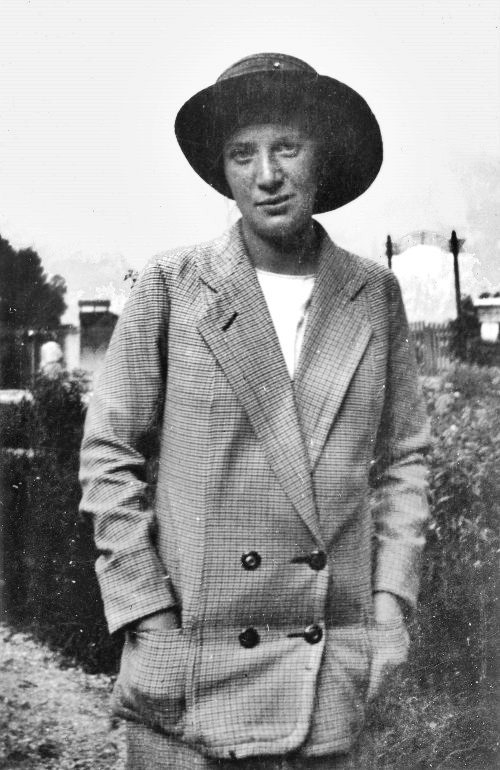
Вальбурґа Нойціль

Вальбурґа Нойціль, прозвана Валлі, народилася 19 серпня 1894 року, в містечку Таттендорф, на південь від Відня. Згодом її родина переїжджає до столиці, де у 1911 році відбулася фатальна зустріч Валлі з Шіле. Починала юнка свою діяльність як модель, згодом вона зіграє ключову роль у житті і творчості Шіле. Також Валлі працювала помічницею продавця, касиром та моделлю в магазині одягу.
У найближчі кілька років вона стає коханкою, музою та моделлю для молодого, лише на чотири роки старшого, художника. Пара втекла із затиснутого віденського середовища до малого містечка Чеський Крумлов, потім у містечко Нойленґбах в Австрії, де їхня вільна поведінка все одно викликає негативні відгуки від оточення.
Коли в квітні 1912 року Шіле був заарештований за звинуваченням у розбещенні неповнолітньої, при обшуку поліція виявила у нього кілька десятків відвертих малюнків, які були визнані порнографічними. Художника засудили до короткочасного тюремного ув'язнення.
Нойціль приносила йому до в'язниці їжу та його художні приладдя і матеріали. У в'язниці художник провів 24 дні, протягом яких написав декілька ескізів, у тому числі і «Помаранчі».
Шіле розірвав стосунки з Валлі у 1915 році, коли вирішив одружитися з Едіт Гармс, молодою жінкою з заможної сім'ї.
Валлі Нойціль вивчилася на медсестру і працювала у військовій лікарні у Відні. У 1917 році вирушила до Далмації, де в тому ж році померла від скарлатини у віці 23 роки.
Могила молодої музи Еґона Шілє Валбург Нойціль була знайдена дослідниками в хорватському містечку, де вона працювала військовою медсестрою.

## Портрет Валлі
Портрет своєї юної коханої і музи Валбург Нойціль художник виконав у своїй звичній манері, навіяної роботами постімпресіоністів, особливо Ван Гога. Увага глядача концентрується на широко розкритих очах моделі. Наївні, беззахисні, з іншого боку, досвідчені, сумні, недитячі. Складність натури, неординарність особистості, суперечливість — в цих очах розкривається багатоплановість особистості Валлі, а також наскільки вона дорога художникові.
Нарочито негарне обличчя, грубі риси, макіяж на межі пристойності. У кожній лінії вгадується наполегливе бажання виглядати старшою за свої роки. Попри все це, ми можемо вгадати непросту долю дівчини, велику кількість неймовірних подій, трагедій і втрат.
Чернече вбрання моделі контрастує з вогненно-рудим волоссям, сексуальним нахилом голови.
Атмосфера портрета дуже зворушлива і щира. Акторство, лицедійство, перемішується з тонкою душевністю, наївністю і беззахисністю.

## Скандал
1998 року під час проведення художньої виставки у Нью-Йорку прогримів скандал між Музеєм Леопольда та сім'єю Леї Бонді Ярай. Бувши арт-дилером, жінка володіла картиною до 1937 (за іншими джерелами[якими?] 1939) року. Проте полотно було конфісковано австрійськими нацистами і Лея мусила покинути батьківщину через своє єврейське походження. Після закінчення Другої світової війни, 1946 року вона повернулася в Австрію та почала розшукувати картину. Пошук виявився невдалим і тільки після смерті Леї її спадкоємці знайшли полотно у Музеї Леопольда.
Сім'я Бонді вирішила подати позов на Музей до суду штату Нью-Йорк у 1998 році. Ситуація вирішилася 2010 року на користь сплати сім'ї Бонді матеріальної компенсації на суму 19 мільйонів доларів.

## Інтерпретації
Стосунки Еґона Шіле з Валлі Нойціль стали сюжетом австрійсько-люксембурзького біографічного фільму 2016 року режисера Дітера Бернера Еґон Шіле: Смерть і дівчина.